# Chiu-Chu Melissa Liu
Chiu-Chu Melissa Liu (chinois simplifié : 刘秋菊 ; chinois traditionnel : 劉秋菊 ; pinyin : Liú Qiujú; née le 15 décembre 1974) est une mathématicienne taïwanaise qui travaille en tant que professeure de mathématiques à l'Université Columbia. Ses thèmes de recherche comprennent la géométrie algébrique et la géométrie symplectique.

## Formation et carrière
Liu est diplômée de l'Université nationale de Taïwan en 1996, et a obtenu son doctorat en 2002, de l'Université Harvard, sous la supervision de Shing-Tung Yau, avec une thèse intitulée « Spectrum of the Laplacian and its Applications to Differential Geometry ». Après avoir continué à Harvard en tant que Junior Fellow, elle a pris un poste de professeur à l'Université Northwestern, et part à l'Université Columbia en 2006.

## Travaux
Elle apporte des contributions aux invariants de Gromow-Witten (en) sur des variétés de Calabi-Yau, à la théorie des sommets topologiques et elle fournit une nouvelle définition de la masse quasi-locale en théorie de la relativité générale. Avec Kefeng Liu et d'autres, elle prouve la conjecture de Marino-Vafa sur l'intégrale de Hodge sur des espaces de modules de courbes de Deligne-Mumford. Elle prolonge la théorie des espaces de modules de faisceaux de vecteurs stables de Michael Atiyah et Raoul Bott à des surfaces de Riemann non orientées.

## Prix et distinctions
Liu a remporté la médaille Morningside d'argent en 2007. Elle a été conférencière invitée au congrès international des mathématiciens en 2010, avec une conférence intitulée « Gromov-Witten theory of Calabi-Yau 3-folds ».
En 2012, elle fait partie de la classe inaugurale de fellows de l'American Mathematical Society.

## Publications
- avec J. Li,  Liu, J. Zhou: « A mathematical theory of the topological vertex », Geom. Topol. 13 (2009), p. 527–621.
- « Gromov-Witten-invariants of toric Calabi-Yau 3-folds », in: Handbook of Geometric Analysis, vol 2
- avec K. Liu, J. Zhou: « A proof of a conjecture of Marino-Vafa on Hodge Integrals », J. Differential Geom. 65 (2003),  p. 289–340.